# Eric Lively
Eric Lawrence Lively Brown (ur. 31 lipca 1981 w Atlancie) – amerykański aktor filmowy i telewizyjny, najlepiej znany z roli Nicka Larsona w dreszczowcu Efekt motyla 2 i jako Mark Wayland z serialu Showtime Słowo na L.

## Życiorys
Urodził się w Atlancie jako syn aktora Erniego Lively'ego (z domu Ernest Wilson Brown, Jr.) i menadżerki Elaine Lively (z domu McAlpin). Brat Lori Lynn (ur. 9 listopada 1966) i Blake (ur. 25 sierpnia 1987), przyrodni brat Jasona (ur. 12 marca 1968) i Robyn (ur. 7 lutego 1972). Uczęszczał do LA High School of the Arts. Po ukończeniu szkoły średniej w wieku 15 lat przeniósł się do Nowego Jorku, aby studiować fotografię w Parsons School of Design. Zaczął pracować jako model. Po nakręceniu kampanii Abercrombie & Fitch, reżyser castingu Joseph Middleton (stary przyjaciel rodziny) wyśledził Erica w Nowym Jorku i namówił go do udziału w komedii American Pie (1999), która zmusiła go do powrotu do Los Angeles. Jego prawdziwą pasją od zawsze była fotografia. Pojawił się też w teledysku do piosenki Pink „Please Don’t Leave Me” (2008).

## Wybrana filmografia

### Filmy fabularne
- 1999: American Pie jako Albert
- 2001: Powstanie (TV) jako Izrael Chaim Wilner
- 2004: Ucieczka w milczenie jako Andy Evans
- 2006: Efekt motyla 2 jako Nicholas „Nick” Larson
- 2006: Rasa jako Matt
- 2007: Śmierć na żywo jako Brad
- 2008: 24 godziny: Wybawienie (TV) jako Roger Taylor

### Seriale TV
- 1994: Pełna chata jako Jamie
- 1999–2001: To niesamowite jako Carey Bell
- 2005: Słowo na L jako Mark Wayland
- 2009: 24 godziny jako Roger Taylor
- 2010: Kamuflaż jako Conrad Sheehan III
- 2012: Lista klientów jako Derek West